# 478 a.C.
Il 478 a.C. (CDLXXVIII a.C. in numeri romani) è un anno  del V secolo a.C.

## Eventi
- Nascita della lega delio-attica
- Roma: 
  - consoli Lucio Emilio Mamercino (al secondo consolato) e Gaio Servilio Strutto Ahala.

## Morti
- Gelone, siceliota (n. 540 a.C.)
- Gaio Servilio Strutto Ahala, politico e militare romano